# Orgilus caliginosus
Orgilus caliginosus är en stekelart som beskrevs av Taeger 1989. Orgilus caliginosus ingår i släktet Orgilus och familjen bracksteklar. Inga underarter finns listade i Catalogue of Life.